# Éva Allice
Éva Maria Odette Allice (arabisch إيفا أليس, DMG Īfā Alīs; * 2. Januar 2002 in Dreux, Frankreich) ist eine marokkanische Fußballspielerin französischer Herkunft. Seit 2021 ist die Linksverteidigerin auch A-Nationalspielerin.

## Karriere

### Vereine
Allice kam über ihren Bruder zum Fußballspielen und begann als Vierjährige beim Dorfverein FC Avrais, wo sie noch gemeinsam mit Jungen spielte. Als Jugendliche schloss sie sich dem Le Mans FC und damit ihrer ersten reinen Frauenmannschaft an, wo sie 2018 ihre ersten Profispiele in der zweiten französischen Liga. Ihr Debüt gab sie gegen den FC Lorient am 11. März 2018. Nach den verlorenen Aufstiegs-Playoffs gegen den FC Nantes war Allice den dortigen Verantwortlichen aufgefallen, die sie für die folgende Saison verpflichteten. Nach einer anfänglichen Verletzung und der dann wegen der COVID-19-Pandemie abgebrochenen Saison kam sie jedoch auf nur zwei Einsätze für den Verein. So schloss sie sich im Sommer 2021 dem Montauban FCTG. Doch auch dort kam sie nicht auf die erhofften Spielzeiten, weshalb sie bereits ein Jahr später zum Le Mans FC zurückkehrte. Der Verein war aus der dritten gerade erst wieder in die zweite Liga aufgestiegen und Allice konnte einige Spiele absolvieren, sich jedoch nicht auf Dauer durchsetzen. Nachdem sie noch einige Spiele für die zweite Mannschaft absolviert hatte, wurde ihr Vertrag im Sommer 2023 nicht verlängert, sodass sie seitdem vereinslos ist.

### Nationalmannschaft
Allice ist die Tochter einer marokkanischen Mutter und eines französischen Vaters. So spielte sie zunächst für französische U-Nationalmannschaften. Mit der französischen U-17-Mannschaft absolvierte sie drei Qualifikationsspiele für die EM 2019; die Qualifikation gelang indes nicht. 2021 entschloss sie sich, die über ihre Mutter vermittelte Spielberechtigung für die marokkanische Nationalmannschaft wahrzunehmen. Ihr Debüt gab sie bei einem Freundschaftsspiel gegen Mali am 11. Juni 2021. Beim Afrika-Cup der Frauen 2022 stand sie im Kader der marokkanischen Mannschaft, die erst im Finale Südafrika unterlag.

## Privat
2021 absolvierte Allice ein Fernstudium der Wirtschafts- und Sozialverwaltung.